# Gennadi Korsjikov
Gennadi Korsjikov, född den 19 februari 1949 i Sankt Petersburg, är en sovjetisk roddare.
Han tog OS-guld i dubbelsculler i samband med de olympiska roddtävlingarna 1972 i München.